# Bull Buchanan
Pour les articles homonymes, voir Buchanan.
Barry Buchanan (né le 15 janvier 1968) à Bowdon, Géorgie, est un catcheur américain, plus connu sous le nom de Bull Buchanan et de B-2 à la  World Wrestling Federation/Entertainment.

## Carrière

### World Wrestling Federation/Entertainment
Il fait équipe avec John Cena.
Le 16 janvier 2003, ils perdent une chance de gagner le WWE Tag Team Championship face à Eddie Guerrero et Chavo Guerrero (Los Guerreros) en 2000. Mais il gagne le WWE Tag Team Championship avec The Goodfather (Right To Censor).

### All Japan Pro Wrestling
Buchanan part catcher à la All Japan Pro Wrestling, où il catche sous le nom de Buchanan et fait équipe avec Taka Michinoku, D'Lo Brown, et Taiyō Kea dans l'écuries Roughly Obsess and Destroy. Le 17 septembre 2006, Buchanan quitte RO&D et rejoint Voodoo Murders.

### Circuit Indépendant
Buchanan part pour la Southern Extreme Championship Wrestling. Buchanan, fait équipe avec le SECW World Heavyweight Champion Rob Adonis, et s'attaque à Cru Jones, "Bunkhouse Buck" Jimmy Golden, et Death Row.

### World Wrestling Federation/Entertainment
Il effectue un passage lors du spécial RAW du 14 novembre 2011.

## Palmarès et accomplissements
- All Japan Pro Wrestling
  - AJPW All Asia Tag Team Championship (1 fois) avec Rico Constantino

- Georgia Championship Wrestling / Great Championship Wrestling 
  - GCW Heavyweight Championship (1 fois)
  - GCW Tag Team Championship (3 fois) avec A.J. Steele (1), David Young (1) et Johnny Swinger (1)

- Global Championship Wrestling 
  - GCW Heavyweight Championship (1 fois)

- Music City Wrestling 
  - MCW North American Heavyweight Championship (1 fois)

- Ohio Valley Wrestling
  - OVW Southern Tag Team Championship (1 fois) avec Mr. Black

- Pro Wrestling America 
  - PWA Heavyweight Championship (2 fois)

- Pro Wrestling Illustrated
  - Classé 81e des 500 meilleurs catcheurs en  2001

- Pro Wrestling Noah
  - GHC Tag Team Championship (1 fois) avec D'Lo Brown

- United States Wrestling Association
  - USWA World Tag Team Championship (3 fois) avec The Interrogator

- World Wrestling Federation
  - WWF Tag Team Championship (1 fois) avec The Goodfather

- Southern Extreme Championship Wrestling 
  - SECW Heavyweight Championship (2 fois)